# Símbolo de Marte

Símbolo astronómico y astrológico de Marte, también utilizado como símbolo del sexo masculino.

El símbolo de Marte (♂) es una representación de un círculo con una flecha que emerge de él, apuntando en ángulo hacia el lado superior derecho representando la lanza y el escudo de Marte, el dios romano de la guerra, la virilidad masculina, la violencia, la pasión, la sexualidad, el derramamiento de sangre, la valentía, patrón de los guerreros romanos, del horror y victoria en las guerras, la perfección y la belleza. 
Estos incluyen:
- El género masculino o macho[1]
  - a veces también de alguna manera asociado a masculinidad
- El dios romano Marte o el dios griego Ares, símbolos de la belleza masculina y la virilidad[2]
  - Se le asociaban con cualidades relacionadas con la virilidad masculina, la violencia, la pasión, la sexualidad, la valentía, patrón de los guerreros romanos, del horror y victoria en las guerras, la perfección y la belleza masculina.
- El planeta Marte[3]
- El hierro, en especial en relación con la alquimia[4]
- Movimientos masculinistas o asociados a los derechos de los varones.
- El conector macho en un enchufe